# Siatecznica okazała

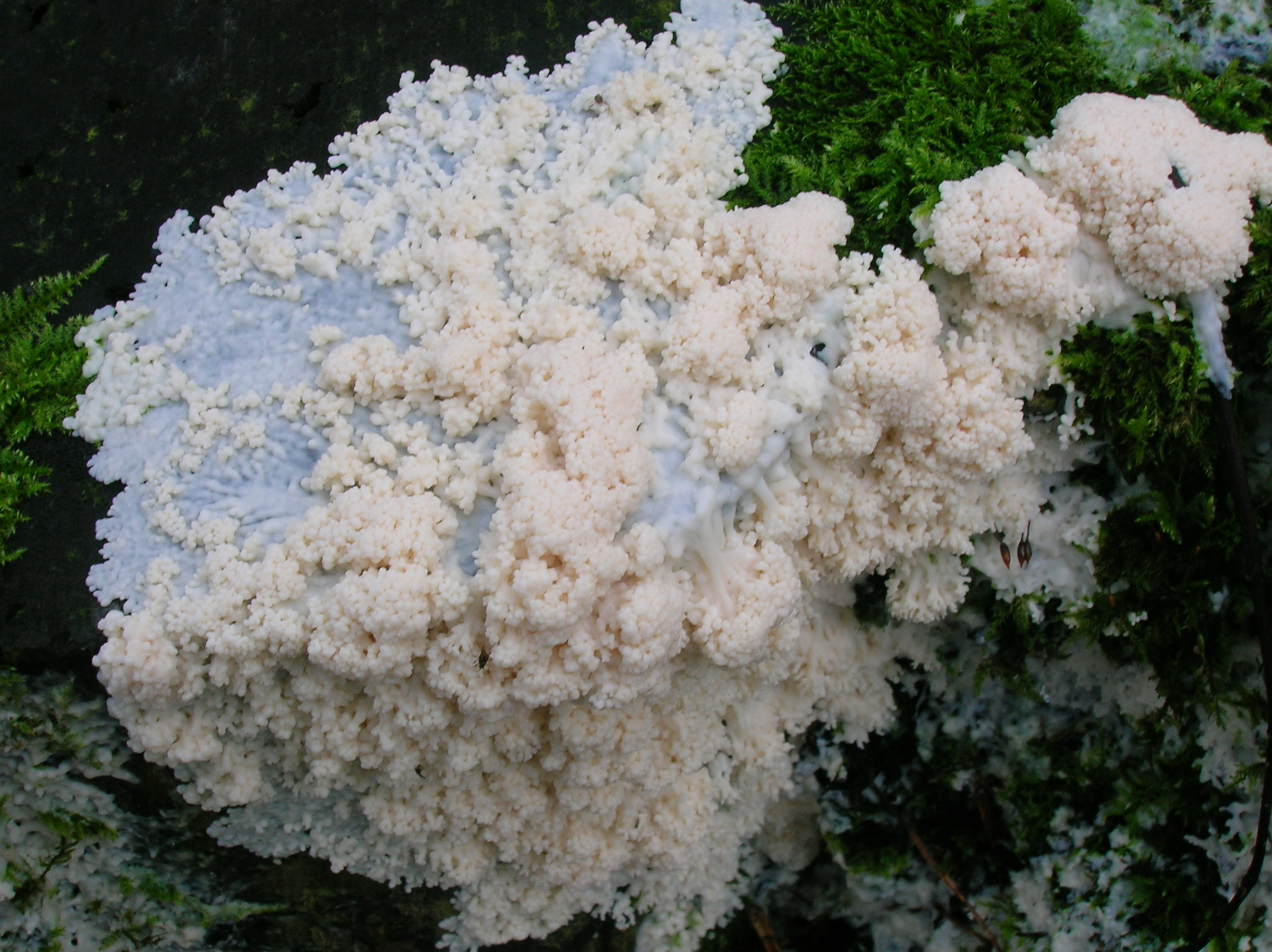
Dobrze rozwinięty okaz

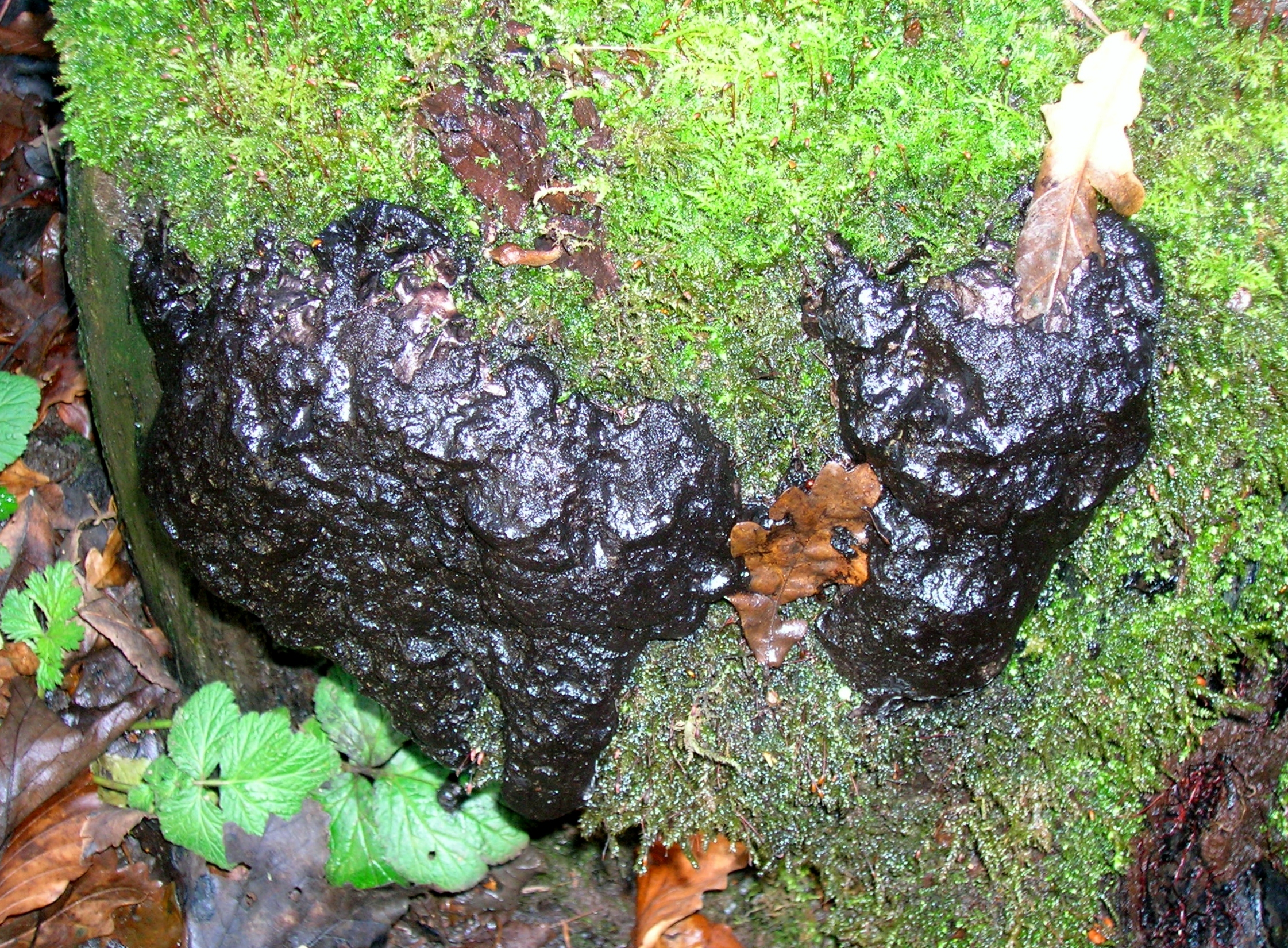
Siatecznica okazała w okresie tworzenia zarodników

Siatecznica okazała (Brefeldia maxima (Fr.) Rostaf.) – gatunek śluzowców.

## Systematyka i nazewnictwo
Pozycja w klasyfikacji: Brefeldia, Stemonitidaceae, Stemonitida, Incertae sedis, Myxogastrea, Mycetozoa, Amoebozoa, Protozoa  (według Index Fungorum).
Po raz pierwszy takson ten zdiagnozował w 1825 r. Elias Fries nadając mu nazwę Reticularia maxima. Obecną, uznaną przez Index Fungorum nazwę nadał mu polski botanik Józef Rostafiński w 1873 r. Jest to jedyny gatunek należący do monotypowego rodzaju Brefeldia.
Synonimy:
- Brefeldia maxima var. sibirica Lavrov1929
- Licea perreptans Berk. 1848
- Reticularia maxima Fr. 1825

## Morfologia i biologia
Tworzy białe, śluzowate, bezkształtne plazmodium, które nie zawiera chlorofilu i nie posiada błon cytoplazmatycznych. Jest to największe plazmodium wśród wszystkich gatunków śluzowców na całym świecie. W Północnej Walii znaleziono okaz, który miał powierzchnię około 1 m², grubość około 1 cm i ważył 20 kg. Było to rekordowe plazmodium. Jeśli zaś weźmie się pod uwagę, że plazmodium, póki jeszcze jest białe, jest tworem jednokomórkowym, to była to także jedna z największych komórek na świecie. Przeważnie jednak plazmodium siatecznicy okazałej osiąga średnicę 4–30 cm i grubość 0,5–1,5 cm. W poszukiwaniu składników pokarmowych powoli porusza się na podłożu za pomocą nibynóżek. W pewnym momencie przystępuje do wytwarzania zarodników. Na jego zewnętrznej powierzchni tworzy się brązowoczarna skorupa, a zawartość w środku przyjmuje barwę od rdzawej do brązowoczarnej. W masie wypełniającej wnętrze plazmodium znajduje się włośnia. Charakterystyczną cechą dla tego gatunku jest występowanie wewnątrz włośni wieolkomórkowych pęcherzyków. Pojedynczy zarodnik ma barwę żółtobrązową i rozmiar 9–12 μm. Zarodniki roznoszone są przez wiatr, ale także przez chrząszcze z rodziny Latridiidae.

## Występowanie i siedlisko
Siatecznica okazała jest szeroko rozprzestrzeniona. Opisano występowanie tego gatunku w Europie, Azji, Ameryce Północnej oraz na Wyspach Marschalla.
Zazwyczaj rośnie na martwych pniakach, pniach drzew, opadłych liściach i innych resztkach roślinnych, ale może rosnąć również na żywych roślinach.